# Mari Domingi
Mari Domingi és un personatge fantàstic basc que moltes vegades acompanya l'Olentzero, personatge de la tradició basca que s'encarrega de repartir els regals per Nadal. Es va crear a la ciutat de Sant Sebastià el 1994 amb la intenció de buscar un equilibri més gran en qüestió de gènere en la representació tradicional del Nadal basc.
El personatge de Mari Domingi es va crear basant-se en una menció a una dona que es feia en una cançó popular nadalenca recollida per Resurrección María de Azkue a inicis del segle xx. A la cançó, Mari Domingi vol anar a Betlem a visitar el Nen nounat, però l'adverteixen que per a això s'hauria de canviar la saia i posar-se una mica més presentable.
A causa del seu propi origen, Mari Domingi i Olentzero tenen un rang i una importància semblant. No és ni la dona ni l'ajudant d'Olentzero, sinó que tots dos fan la tasca de repartir els regals per Nadal. Mari Domingi es descriu com una pastora i pagesa coneixedora de la terra i els seus secrets, així com del recorregut del sol i les fases de la lluna, i de l'ús de les plantes medicinals. Veïna d'Olentzero, tots dos s'ajuden mútuament. Li agraden les pomes i les prefereix rostides; per això la mainada sol deixar-n'hi unes quantes abans d'anar a dormir la nit de Nadal. A Mari Domingi se la representa vestida amb vestidures associades a l'edat mitjana.
Com la festa de Nadal, la figura de Mari Domingi es relaciona amb les celebracions associades al solstici d'hivern.

## Història
Mari Domingi va aparèixer per primera vegada en relació amb Olentzero a Sant Sebastià el 1994. La iniciativa va ser impulsada per una filial de l'Associació Bagera del del barri d'Antigua, a Lasarte-Oria, van crear un personatge per recol·lectar cartes per a Olentzero anomenat Xixuko, que solia anar a les escoles per rebre cartes de nens durant les vacances. A l'Antic, Mari Domingi es va convertir en directora de correus el 1994, però "sense aquesta reflexió sobre gènere", com ho va expressar un dels impulsors de la iniciativa, el professor Josi Oiarbide, el 2015.
Posteriorment, l'Associació d'Ikastolas, formada per mestres i pares d'Antigua, va publicar un quadernet de contes vinculant els personatges Olentzero i Mari Domingi. La imatge de Mari Domingi va ser creada per la il·lustradora Edorta Murua, i el text de la història va ser escrit per Mitxel Murua.
En algunes ocasions Mari Domingi s'ha presentat com a esposa, núvia o parella de l'Olentzero, cosa que ha creat polèmica per anar en contra de l'esperit d'igualtat de gènere que va portar a la seva creació.

## La cançóHorra Mari Domingi
La figura de Mari Domingi està basada en la cançó popular, la nadala, titulada Horra, Mari Domingi, recopilada per Resurrección María de Azkue a inicis del segle xx i atribuïda a José María Usandizaga.
| Horra Mari Domingi, begira horri, gurekin nahi duela Belena etorri, gurekin nahi baduzu Belena etorri, atera beharko duzu gona zahar hori. Atoz, atoz, zure bila nenbilen ni, atoz, atoz, zure bila nenbilen ni. Atoz goazen, adora dezagun Belenen jaio den haur eder hori, haur eder hori. | Aquí està Mari Domingi, mira això, que vol venir amb nosaltres a Betlem, si vols que anem a Betlem, has de treure't aquesta saia vella. Anem, anem, t'estava buscant anem, anem, t'estava buscant. Anem, adorem el qui ha nascut a Betlem aquest bell nen, aquest bell nen. |